# Patrick Le Tallec
Pour les articles homonymes, voir Le Tallec.
Patrick Le Tallec, né en 1954, est un mathématicien français connu pour ses travaux en physique mathématique dans le domaine du calcul en mécanique des fluides et des structures.

## Biographie
Patrick Le Tallec est un élève de l'École polytechnique (promotion 1973) et de l'École nationale des ponts et chaussées (1978). En 1980 il obtient un Ph.D. à l'université du Texas à Austin sous la direction de John Tinsley Oden. Durant ses études à Austin il est assistant de recherche au département d'ingénierie mécanique.
De 1980 à 1988 il travaille au service de mathématiques du laboratoire central des ponts et chaussées avec une parenthèse (1983-1984) comme professeur invité au Mathematics Research Center & Computer Science Department de l'université du Wisconsin à Madison. Durant cette période il soutient son doctorat en sciences mathématiques à l'université Paris VI.
De 1988 à 1999 il est professeur de mathématiques appliquées à l'université Paris-Dauphine. Durant cette période il est également Directeur de Recherche à l'Institut national de recherche en informatique et en automatique où il dirige les projets MENUSIN et M3N (1994-1997).
De 1999 à 2004 il occupe le poste de vice-président de l'École polytechnique, chargé de la scolarité.
À la fin de son mandat il devient professeur dans cette école où il occupe la chaire André-Citroën créée en 2011. Il est aussi responsable du département de mécanique, énergétique et procédés à l'université Paris-Saclay depuis 2014. Il dirige le laboratoire de mécanique des solides (CNRS UMR7649) depuis 2010 et participe aux travaux de l'équipe INRIA/Polytechnique Mathematical and Medical Modeling with Data Interaction in Medicine.
De 2020 à 2024 il est le doyen du programme Bachelor of Science de l'École polytechnique, succédant à Claire Lenz.

## Travaux
Ses travaux en mécanique des structures portent sur les méthodes de calcul dans le domaine non-linéaire, le couplage fluide-structure, les problèmes multi-échelles et multi-matériaux. En mécanique des fluides il s'est intéressé aux écoulements raréfiés, aux problèmes multi-échelles et à l'optimisation de forme,. Plus récemment ses études portent sur l'identification dynamique de structures biologiques.

## Distinctions
- Prix Blaise-Pascal de l'Académie des Sciences (1985).
- Prix CISI en Calcul Scientifique (1991).
- Fellow Award de l'International Association of Computational Mechanics, 2004[10] ;
- Président de la Société de mathématiques appliquées et industrielles (1999 – 2001).
- Membre du conseil scientifique du Commissariat à l'énergie atomique et aux énergies alternatives[11].
- Chevalier de la Légion d'honneur (2004)[12].
- Chevalier de l'ordre des Palmes académiques (2010).
- Officier de l'ordre national du Mérite (2015)[13].

## Ouvrages
- (en) R. Glowinsky et P. Le Tallec, Augmented Lagrangian and Operator-Splitting Methods in Nonlinear Mechanics, SIAM, 1989 (DOI 10.1137/1.9781611970838)
- (en) P. Le Tallec, Numerical Analysis of Viscoelastic Problems, Masson / Springer Verlag, 1990 (ISBN 978-0-387-52450-4)
- (en) P. Le Tallec, « Numerical Methods for Nonlinear Three Dimensional Elasticity », Handbook of Numerical Analysis, North Holland, vol. III,‎ 1994, p. 465-624
- P. Le Tallec, Introduction à la  Dynamique des Structures, Éditions Ellipses, 2000, 220 p. (ISBN 978-2-7298-7994-5)
- (en) E. Laporte et P. Le Tallec, Numerical Methods in Shape Optimisation and in Sensitivity Analysis, Birkhäuser Verlag, 2002, 194 p. (ISBN 978-1-4612-0069-7, lire en ligne)
- P. Le Tallec, Modélisation et calcul des milieux continus, Éditions de l'École Polytechnique, 2009, 550 p. (ISBN 978-2-7302-1494-0, lire en ligne)